# Costantino Baroni
Costantino Nicola Baroni (Milano, 12 agosto 1905 – Milano, 3 marzo 1956) è stato uno storico dell'arte, critico d'arte, archivista e museologo italiano.

## Biografia
Di origini vicentine, si laureò in Giurisprudenza nel 1932, dopo aver abbandonati gli studi di Architettura presso il Politecnico per problemi di salute, ma decise di continuare a interessarsi allo studio dell'arte e della sua storia, nonché alla paleografia, diplomatica e dottrina archivistica, fondamentali per la consultazione dei documenti medioevali, studi che lo portarono nel 1934 a diventare archivista e nel 1941 a ottenere la libera docenza in storia dell'arte moderna, medioevale e architettura potendo tenere corsi di insegnamento presso l'Università Cattolica. Un riconoscimento ai suoi studi gli fu assegnato a Venezia nel 1948 dove ottenne il premio per la critica della Biennale di Venezia.
Nell'immediato dopoguerra venne nominato direttore dei Civici musei milanesi. Si impegnò nella ricostituzione del Museo d'arte antica della Pinacoteca del Castello Sforzesco e della Galleria d'arte moderna, distrutte dai bombardamenti del 1943.
Al Baroni si deve l'allestimento della mostra dedicata al Caravaggio approntata nel 1951, a Palazzo Reale contribuendo, con altri critici dell'arte, a dare impulso ai nuovi studi sulle opere dell'artista.
Nato e morto a Milano, riposa al Riparto X del locale Cimitero Monumentale, nella tomba 52C. Il comune di Milano gli ha intitolato una delle più importanti vie del quartiere Gratosoglio.

## Opere
- Ceramiche Italiane Minori del Castello Sforzesco, Milano, Edizioni d'Arte Emilio Bestetti, 1934.
- S.Simpliciano Abazia Benedettina, Milano, Edizioni dell'Archivio Storico Lombardo, 1934.
- Il Collegio Borromeo- Biblioteca Pavese di Storia Patria, n. 5, Pavia, Tipografia già Cooperativa, 1937.
- Santa Maria della Passione, Milano, Prepositura di S. Maria della Passione - Officine "Esperia", 1938.
- Elenco e analisi delle pubblicazioni pervenute alla "Raccolta" dal 1934 al 1939, Milano, Castello Sforzesco–Raccolta Vinciana, 1939,  pp. 299 – 422 – 1939.
- Sandro Piantanida (a cura di), Leonardo da Vinci Presentazione, in La vita e le opere di Leonardo da Vinci, Istituto Geografico De Agostini Novara, 1939.
- Leonardo, Bramantino ed il Mausoleo di G.Giacomo Trivulzio, in Raccolta Vinciana, Milano, tipografia U. Allegretti di Campi, 1939,  pp. 201-268.
- Edifici sacri, in Documenti per la storia dell'Architettura a Milano nel Rinascimento e nel Barocco, Volume, Firenze, Sansoni, 1940.
- Maioliche di Milano, Milano, Libreria Lombarda, 1940.
- L'Architettura Lombarda da Bramante al Richini - Questioni di metodo, Milano, Edizioni De "L'Arte" - Industrie Grafiche Italiane Stucchi, 1941.
- Bramante, Bergamo, Istituto Italiano Arti Grafiche, 1944.
- Scultura Gotica Lombarda, Milano, Edizioni d'Arte Emilio Bestetti, 1944.
- Tutta la pittura del Caravaggio, Milano, Rizzoli Editore, 1951.
- S.SAMEK LUDOVICI (a cura di), La Pittura Lombarda del Quattrocento, Messina, Firenze, Casa Editrice G. D'Anna, 1952.
- Gian Alberto Dell'Acqua (a cura di), Tesori d'arte in Lombardia, Milano, Fondazione Treccani degli Alfieri per la Storia di Milano - Casa Editrice F.lli Bocca, 1952.
- Tutta la pittura di Leonardo, Milano, Rizzoli Editore, 1952.
- Tutta la pittura di Raffaello, Milano, Rizzoli Editore, 1958. (pubblicazione postuma)
- Documenti per la storia dell'Architettura a Milano nel Rinascimento e nel Barocco, II, Roma, Accademia dei Lincei, 1968. (pubblicazione postuma)